# Leptothorax bradleyi
Leptothorax bradleyi är en myrart som beskrevs av Wheeler 1913. Leptothorax bradleyi ingår i släktet smalmyror, och familjen myror. Inga underarter finns listade i Catalogue of Life.